# Польська Екстраліга з хокею 2020—2021
Чемпіонат Польщі з хокею 2021 — 86-ий чемпіонат Польщі з хокею, чемпіонат стартував 11 вересня 2020 року, завершився 2 квітня 2021. Вперше за свою історію чемпіоном Польщі став ГКС Ястшембе.

## Учасники чемпіонату
До 31 травня 2020 року заявку на участь в екстралізі подали 12 команд. Дев'ять клубів з торішньої першості підтвердили свою участь: ГКС (Катовиці), ГКС (Ястшембе), «Подгале», «Енергія» (Торунь), «Краковія», «Лотос», «Унія», ГКС (Тихи), «Заглембє» (Сосновець), згодом ще три команди Першої хокейної ліги: КТХ (Криниця-Здруй), «Сточньовець» (Гданськ) та СТС «Сянік».
Ліцензію отримали: ГКС (Тихи), «Краковія», ГКС (Катовиці), «Унія» та ГКС (Ястшембе), «Енергія» (Торунь), КТХ (Криниця-Здруй), «Подгале», «Сточньовець» (Гданськ), а також СТС «Сянік» та «Заглембє» (Сосновець) — разом одинадцять професійних команд та збірна PZHL U23.
17 липня 2020 КТХ (Криниця-Здруй) відмовився від участі. 27 серпня 2020 оголосили, що збірна PZHL U23 також не братиме участі в поточному сезоні.
| #  | Команда          | Місто          | Арена                                    | Місткість |
| -- | ---------------- | -------------- | ---------------------------------------- | --------- |
| 1  | ГКС Тихи         | Тихи           | Зимовий стадіон                          | 2 500     |
| 2  | Краковія         | Краків         | Штучна ковзанка імені Адама Ковальського | 2 500     |
| 3  | ГКС Катовиці     | Катовиці       | Льодова арена «Сателіта»                 | 11 500    |
| 4  | Унія             | Освенцим       | Льодова зала «МОЗіР»                     | 3 500     |
| 5  | ГКС Ястшембе     | Ястшембе-Здруй | Зимовий стадіон                          | 1 986     |
| 6  | Енергія (Торунь) | Торунь         | Тор-тор                                  | 2 997     |
| 7  | Подгале          | Новий Торг     | Міський льодовий палац                   | 3 314     |
| 8  | Сточньовець      | Гданськ        | Олівія                                   | 5 500     |
| 9  | СТС Сянік        | Сянік          | Арена Сянік                              | 5 000     |
| 10 | Заглембє         | Сосновець      | Зимовий стадіон                          | 4 000     |

## Попередній етап
| М  | Команда               | І  | В  | ВО | ПО | П  | Ш       | О  |
| -- | --------------------- | -- | -- | -- | -- | -- | ------- | -- |
| 1  | ГКС (Тихи)            | 36 | 25 | 3  | 2  | 6  | 151:91  | 83 |
| 2  | ГКС (Ястшембе)        | 36 | 25 | 3  | 0  | 8  | 152:80  | 78 |
| 3  | Енергія (Торунь)      | 36 | 21 | 2  | 2  | 11 | 127:80  | 69 |
| 4  | ГКС (Катовиці)        | 36 | 17 | 6  | 0  | 13 | 109:77  | 63 |
| 5  | Унія (Освенцим)       | 36 | 18 | 0  | 8  | 10 | 105:94  | 62 |
| 6  | Краковія (Краків)     | 36 | 17 | 1  | 6  | 12 | 128:100 | 59 |
| 7  | Подгале (Новий Торг)  | 36 | 15 | 5  | 2  | 14 | 103:89  | 57 |
| 8  | СТС «Сянік            | 36 | 11 | 2  | 1  | 22 | 74:115  | 38 |
| 9  | Заглембє (Сосновець)  | 36 | 5  | 2  | 3  | 26 | 88:160  | 22 |
| 10 | Сточньовець (Гданськ) | 36 | 2  | 0  | 0  | 34 | 40:191  | 6  |

## Плей-оф

### Чвертьфінали
|                             | Серія | 1   | 2   | 3      | 4      | 5      | 6        |
| --------------------------- | ----- | --- | --- | ------ | ------ | ------ | -------- |
| ГКС (Тихи) – СТС Сянік      | 4:0   | 5:0 | 3:1 | 3:2    | 4:1    |        |          |
| Енергія (Торунь) – Краковія | 2:4   | 2:1 | 0:2 | 2:4    | 1:2 ОТ | 5:2    | 1:5      |
| ГКС (Ястшембе) – Подгале    | 4:0   | 2:0 | 3:2 | 4:3 ОТ | 2:1    |        |          |
| ГКС (Катовиці) – Унія       | 4:2   | 0:8 | 5:0 | 2:4    | 2:0    | 3:2 ОТ | 2:1 бул. |

### Півфінали
|                                 | Серія | 1      | 2   | 3   | 4      | 5   | 6   |
| ------------------------------- | ----- | ------ | --- | --- | ------ | --- | --- |
| ГКС (Тихи) – Краковія           | 2:4   | 2:5    | 4:2 | 3:2 | 1:3    | 0:3 | 1:4 |
| ГКС (Ястшембе) – ГКС (Катовиці) | 4:1   | 4:3 ОТ | 2:1 | 4:1 | 2:3 ОТ | 5:1 |     |

### Серія за 3-є місце
|                             | Серія | 1   | 2   | 3   |
| --------------------------- | ----- | --- | --- | --- |
| ГКС (Тихи) – ГКС (Катовиці) | 3:0   | 5:1 | 3:1 | 4:1 |

### Фінал
|                           | Серія | 1   | 2   | 3   | 4      | 5   |
| ------------------------- | ----- | --- | --- | --- | ------ | --- |
| ГКС (Ястшембе) – Краковія | 4:1   | 3:0 | 3:2 | 0:2 | 2:1 ОТ | 3:2 |